# Гацоли (Верона)
Гацоли је насеље у Италији у округу Верона, региону Венето.
Према процени из 2011. у насељу је живело 228 становника. Насеље се налази на надморској висини од 208 м.